# Bohdan Bondarenko
Bohdan Viktorovytsj Bondarenko (Oekraïens: Богдан Вікторович Бондаренко) (Charkov, 30 augustus 1989) is een Oekraïens atleet, gespecialiseerd in het hoogspringen. Hij vestigde de internationale aandacht op zich door in 2013 in het Zwitserse Lausanne een hoogte van 2,41 m te bedwingen; inmiddels staat hij met 2,42 gedeeld derde op de allertijdenranglijst (peildatum augustus 2016). Datzelfde jaar veroverde hij in Moskou de wereldtitel. Hij nam tweemaal deel aan de Olympische Spelen en hield daar eenmaal een bronzen medaille aan over.

## Biografie

### Jeugd
Bondarenko werd geboren in Charkov, in de toenmalige Oekraïense Socialistische Sovjetrepubliek. Vanuit zijn familie is er sterke aandacht voor het hoogspringen en wordt hij van jongs af aan gecoacht door zijn vader Viktor Bondarenko. De hoogspringer blijkt al vroeg talentvol en wordt in 2005 uitgezonden naar het European Youth Olympic Festival. Hij is daar succesvol: met een sprong over 2,12 bereikt hij in de finale een tweede plek. In 2006 boekt Bondarenko wederom succes door zijn persoonlijk record dat jaar met elf centimeter te verbeteren tot 2,26. Hij doet dit op het juiste moment, tijdens de finale van de wereldkampioenschappen voor junioren in Beijing. Met deze prestatie werd hij als jongste van het deelnemersveld verrassend derde. In 2007 verbetert Bondarenko zijn indoorrecord tot 2,25. Outdoor weet hij dat jaar echter niet te overtuigen. Hij komt dat jaar niet boven de 2,20 uit en tijdens de Europese juniorenkampioenschappen wordt hij slechts negende. Hij revancheert zich het daaropvolgende jaar. Bij de WJK in Bydgoszcz heeft hij in de finale bij de hoogtes van 2,08 tot en met 2,26 slechts één foutsprong, waardoor hij zijn eerste internationale titel verovert.

### Dip en sterker terug
In 2009 sprong Bondarenko tot tweemaal toe 2,27. De tweede keer was tijdens de kwalificatieronde bij de Europese indoorkampioenschappen in Turijn. Deze hoogte was precies genoeg om zich te kwalificeren voor de finale. In die finale sprong hij minder hoog. Hij kwam tot 2,20, waardoor hij negende en laatste werd. Het outdoorseizoen was teleurstellend. Hij sprong niet hoger dan 2,15, waardoor hij zich ook niet voor de WK in Berlijn plaatste. Ook in 2010 sprong de atleet geen noemenswaardige hoogte en kon hij dus ook niet deelnemen aan de wereldindoorkampioenschappen en de Europese kampioenschappen. 
Het jaar 2011 was wel succesvol. Hij doorbrak de 2,30-grens tijdens de Europese kampioenschappen voor neo-senioren in Ostrava. Dit leverde hem de titel op. Later in het jaar eindigde hij als eerste tijdens de universiade door een hoogte van 2,28 te bedwingen. Ook debuteerde hij dat jaar bij de WK in Daegu. Hij sprong daar 2,28, wat alleen genoeg was geweest voor de finale, als hij zijn reeks foutloos had gesprongen. In 2012 kwam Bondarenko bij de grote kampioenschappen van dat jaar wel in de finale terecht. Bij de EK in Helsinki kwam hij met een sprong over 2,23 in de finale. Daar presteerde hij niet goed. Hij haalde zijn sprongen over 2,24 niet en bleef daarom steken op een hoogte van 2,15, omdat hij 2,20 had overgeslagen. Hij eindigde als elfde. Later in het jaar tijdens de Olympische Spelen 2012 deed hij het beter. In de finale sprong hij 2,29, een hoogte die de nummers drie tot en met acht bedwongen. Door een relatief groot aantal foutpogingen eindigde Bondarenko als zevende.

### Doorbraak
Bondarenko zette in het jaar 2013 een indrukwekkende reeks door zeven van zijn acht eerste wedstrijden van dat jaar te winnen. Hij verbeterde zijn record bij de Qatar Athletic Super Grand Prix tot 2,33 en evenaarde deze prestatie bij de Shanghai Golden Grand Prix, waar hij verloor van Mutaz Essa Barshim. De daaropvolgende wedstrijden in Rabat, Moskou, Ostrava, Gateshead (Europese Teamkampioenschappen, Super League) en Birmingham won hij allemaal. Bij de Athletissima overtrof hij zich. In tegenstelling tot de andere wedstrijden, waar hij stopte zodra hij de overwinning binnen had, liet hij nu de lat leggen op 2,41 en sprong hier overheen in zijn derde poging. Een hoogte waarmee hij samen met Igor Paklin derde staat op de hoogspringranglijst, een verbetering van het Oekraïens record en de beste sprong in negentien jaar. Hij probeerde daarna 2,46, een wereldrecordhoogte, te springen, maar dit mislukte.
Aan het eind van 2013 werd Bondarenko door de EAA verkozen tot Europees atleet van het jaar.

## Titels
- Wereldkampioen hoogspringen - 2013
- Europees kampioen hoogspringen - 2014
- Wereldjuniorenkampioen hoogspringen - 2008
- Europees kampioen U23 hoogspringen - 2011
- Universitair kampioen hoogspringen - 2011

## Persoonlijke records
| Onderdeel              | Prestatie   | Datum           | Plaats   |
| ---------------------- | ----------- | --------------- | -------- |
| hoogspringen (outdoor) | 2,42 m (ER) | 14 juni 2014    | New York |
| hoogspringen (indoor)  | 2,27 m      | 4 februari 2009 | Łódź     |

## Prestatieontwikkeling
| Jaar | Prestatie |
| ---- | --------- |
| 2005 | 2,15      |
| 2006 | 2,26      |
| 2007 | 2,19      |
| 2008 | 2,26      |
| 2009 | 2,15      |
| 2010 |           |
| 2011 | 2,30      |
| 2012 | 2,31      |
| 2013 | 2,41      |
| 2014 | 2,42      |
| 2015 | 2,37      |
| 2016 | 2,37      |

## Palmares

### hoogspringen
Kampioenschappen
- 2005:  EYOF - 2,12 m
- 2006:  WJK – 2,26 m
- 2007: 9e EJK – 2,14 m
- 2008:  WJK – 2,26 m
- 2009: 9e EK indoor – 2,20 m
- 2011:  EK U23 – 2,30 m
- 2011:  universiade – 2,28 m
- 2011: 15e in kwal. WK – 2,28 m
- 2012: 11e EK – 2,15 m
- 2012: 7e OS – 2,29 m
- 2013:  Europese teamkamp. Super League - 2,28 m
- 2013:  WK - 2,41 m (ev. NR)
- 2014:  EK - 2,35 m
- 2015:  WK - 2,33 m
- 2016:  OS - 2,33 m

Diamond League-podiumplaatsen
- 2013:  Qatar Athletic Super Grand Prix – 2,33 m
- 2013:  Shanghai Golden Grand Prix – 2,33 m
- 2013:  Sainsbury’s Grand Prix – 2,36 m
- 2013:  Athletissima – 2,41 m
- 2013:  London Grand Prix – 2,38 m
- 2013:  Weltklasse Zürich – 2,33 m
- 2013:  Eindzege Diamond League
- 2014:  Golden Gala – 2,34 m
- 2014:  Adidas Grand Prix – 2,42 m
- 2014:  Athletissima – 2,40 m
- 2014:  Herculis – 2,40 m
- 2016:  Meeting International Mohammed VI d'Athlétisme de Rabat - 2,31 m
- 2016:  Golden Gala - 2,33 m

## Onderscheiding
- Europees atleet van de maand mei - 2013
- Europees atleet van het jaar - 2013

1983 Hennadi Avdjejenko ·
1987 Patrik Sjöberg ·
1991 Charles Austin ·
1993 Javier Sotomayor ·
1995 Troy Kemp ·
1997 Javier Sotomayor ·
1999 Vjatsjelav Voronin ·
2001 Martin Buß ·
2003 Jacques Freitag ·
2005 Joeri Krymarenko ·
2007 Donald Thomas ·
2009 Jaroslav Rybakov ·
2011 Jesse Williams ·
2013 Bohdan Bondarenko ·
2015 Derek Drouin ·
2017 Mutaz Essa Barshim ·
2019 Mutaz Essa Barshim ·
2022 Mutaz Essa Barshim ·
2023 Gianmarco Tamberi